# キルヒティムケ
キルヒティムケ (ドイツ語: Kirchtimke) は、ドイツ連邦共和国ニーダーザクセン州のローテンブルク（ヴュンメ）郡に属す町村（以下、本項では便宜上「町」と記述する）で、ザムトゲマインデ・タルムシュテットを構成する町村の一つである。

## 地理

### 自治体の構成
キルヒティムケは、キルヒティムケ集落の他、オスターティムケ集落を含む。

## 歴史
この町は1148年に初めて文献に記録されている。昔は「timbike」と記述されていた。
ロマネスク様式の洗礼盤（1200年頃）と価値の高い彫刻作品である初期ゴシック様式のキリスト十字架像から、最初の教会はおそらく12世紀に建設されたと推測される。1962年の教会修復の際に聖遺物が古いキリスト十字架像内にあることが判明した。それは布に包まれ、聖ランベルトゥスと聖パンクラティウスの名が記され、聖地の砂が入っていた。プロテスタント・ルター派に改宗後、この教会は聖ランベルト教会と呼ばれていた。聖ランベルト教会は1739年に新たに建設された。1884年には新しく教会塔が建設され、古い円塔は解体された。

## 行政

### 議会
この町の議会は9議席からなる。

### 紋章
青地。銀の逆斜め波帯で二分割。下部には、古い円塔があったころのキルヒティムケの教会が金で描かれている（キルヒティムケ）。上部には東から上ってくる太陽が描かれている（オスターティムケ）。

## 経済と社会資本

### 交通
この町は、リリエンタールからタルムシュテットを経由してツェーフェンに至る州道L133号線沿いに位置する。

## 引用
1. ↑  Landesamt für Statistik Niedersachsen, LSN-Online Regionaldatenbank, Tabelle A100001G: Fortschreibung des Bevölkerungsstandes, Stand 31. Dezember 2023